# Bursa Sisiniego w Krakowie
Bursa Sisiniego – zabytkowa kamienica znajdująca się w Krakowie, w dzielnicy I przy ulicy Gołębiej 20, na rogu z ulicą Jagiellońską 20, na Starym Mieście, mieszcząca od początku XVII wieku do połowy XVIII wieku bursę dla studentów Uniwersytetu Krakowskiego.

## Historia
Kamienica została wzniesiona w XV wieku. W I połowie XVII wieku należała do spadkobierców M. Januszowskiego. W 1626 została zakupiona przez wójta tucholskiego S. Smilo z przeznaczeniem na bursę, ufundowaną testamentem kanonika włocławskiego Macieja Sisiniego z 1614. Po przeprowadzeniu prac remontowych i adaptacyjnych bursa rozpoczęła działalność w 1641. Kamienica była wówczas dwupiętrowa, dwutraktowa oraz posiadała półtoratraktową oficynę boczną. W 1757 bursa została uposażona przez biskupa Andrzeja Stanisława Załuskiego, a w 1758 przekształcona w seminarium diecezjalno–biskupie, zwane później Seminarium Akademickim. W 1763 kamienica została odrestaurowana przez prefekta K. Stęplowskiego. Od 1801 mieściła koszary, m.in. Milicji Pieszej Krajowej. W 1835 stała się siedzibą Instytutu Technicznego i Szkoły Sztuk Pięknych. W 1836 została odnowiona przez F. Lanciego. W 1841 budynek został uszkodzony przez pożar. Prace restauracyjne wykonano pod kierunkiem Karola Kremera. Po kolejnym pożarze, w 1850, kamienicę gruntownie przebudowano według projektu Tomasza Majewskiego, m.in. wzniesiono nowe skrzydło zachodnie z arkadami w przyziemiu i na pierwszym piętrze, stworzono klasycystyczną fasadę oraz nową reprezentacyjną klatkę schodową. Od 1891 kamienica była siedzibą Wyższej Szkoły Przemysłowej. W latach 1919–1924 nadbudowano trzecie piętro według projektu Kazimierza Wyczyńskiego. Od 1924 budynek jest własnością Uniwersytetu Jagiellońskiego. W latach 20. i 30. XX wieku mieścił Studium Słowiańskiego Collegium Philologicum, a obecnie część jednostek Wydziału Polonistyki (tzw. Gołębnik).
28 lipca 1968 kamienica została wpisana do rejestru zabytków. Znajduje się także w gminnej ewidencji zabytków.

## Architektura
Kamienica posiada wystrój klasycystyczny. Jest trzypiętrowa, z wyjątkiem części skrzydła od strony ulicy Jagiellońskiej, które jest dwupiętrowe z poddaszem użytkowym, doświetlonym lukarnami. Budynek ma dwie elewacje frontowe. Elewacja od strony ulicy Gołębiej jest siedmioosiowa. W centralnej części parteru znajduje się pseudoryzalit o szerokości trzech osi, w którego lewej osi (trzecia oś elewacji) umieszczono półkoliście zwieńczony portal. Poszczególne kondygnacje oddzielone są od siebie gzymsami kordonowymi. Nad oknami pierwszego i drugiego piętra znajdują się frontony. Elewacja od strony ulicy Jagiellońskiej jest trzynastoosiowa. Składa się ona z dwóch członów, różniących się wysokością. Niższy, dwupiętrowy człon południowy ma charakter pseudoryzalitu. Identycznie jak w przypadku elewacji od strony ulicy Gołębiej poszczególne kondygnacje oddzielone są gzymsami, a okna pierwszego i drugiego piętra zwieńczone frontonami.